# Vujčići
Vujčići su naselje u distriktu Brčko, BiH.

## Stanovništvo
Nacionalni sastav stanovništva 1991. godine, bio je sljedeći:
ukupno: 284
- Srbi - 270
- Jugoslaveni 9
- Hrvati - 1
- ostali, neopredijeljeni i nepoznato - 4